# Marigliano
Marigliano ist eine Gemeinde mit 29.302 Einwohnern (Stand 31. Dezember 2023) in der Metropolitanstadt Neapel, Region Kampanien.
Die Nachbarorte von Marigliano sind Acerra, Brusciano, Mariglianella, Nola, San Vitaliano, Scisciano und Somma Vesuviana.

## Die Camorra in Marigliano
Laut einer Studie vom Oktober 2000, die vom italienischen Parlament in Auftrag gegeben wurde, ist der Ort weitestgehend in der Hand der Mafiaorganisation Camorra. Vor allem illegales Deponieren von Haus- und Industriemüll in der Umgebung von Marigliano ist dem organisierten Verbrechen zuzuschreiben. Eine weitere Studie stellte im Jahr 2004 fest, dass Sterbefälle aufgrund einer Krebserkrankung in dieser Gegend deutlich über dem europäischen Durchschnitt liegt, was auf die illegalen Mülllagerungen zurückzuführen ist.

## Bevölkerungsentwicklung
Marigliano zählt 7772 Privathaushalte. Zwischen 1991 und 2001 stieg die Einwohnerzahl von 28.517 auf 30.083. Dies entspricht einem prozentualen Zuwachs von 5,5 %.

## Persönlichkeiten
- Benedetto Bonazzi (1840–1915), Benediktiner, Gräzist und Erzbischof von Benevent
- Renato Anselmi (1891–1973), Fechter
- Bruno Schettino (1941–2012), römisch-katholischer Erzbischof von Capua